# منتخب نيوزيلندا لدوري الرغبي
منتخب نيوزيلندا الوطني لدوري الرغبي (بالإنجليزية: New Zealand national rugby league team) هو ممثل نيوزيلندا الرسمي في المنافسات الدولية في دوري الرغبي .

## التاريخ

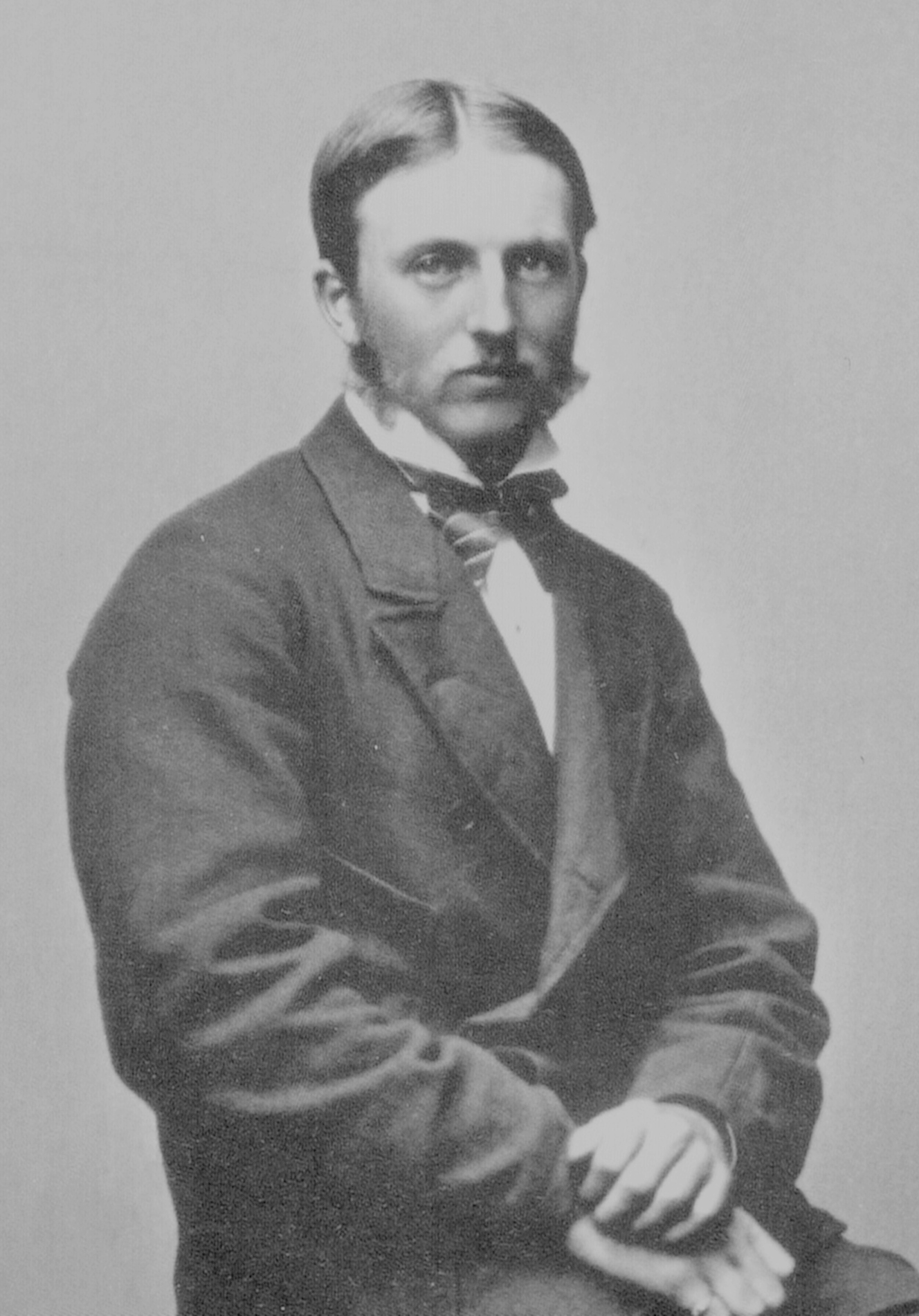
تشارلز جون مونر

دخلت كرة الرجبي إلى نيوزيلندا عبر تشارلز جون مونرو ، نجل رئيس مجلس النواب النيوزيلندي ، السير ديفيد مونرو. تم إرساله إلى كلية كريست ، إيست فينتشلي في شمال لندن ، أعاد اللعبة إلى موطنه الأصلي نيلسون ، ورتب أول مباراة للرجبي بين Nelson College و Nelson Football Club ، في 14 مايو 1870.
عندما قام فريق الرجبي الوطني النيوزيلندي (آل بلاكز) بجولة في بريطانيا عام 1905 ، شهدوا تزايد شعبية ألعاب الاتحاد الشمالي الانفصالية غير الهواة. عند عودته في عام 1906 ، التقى All Black George William Smith برائد الأعمال الأسترالي J J Giltinan لمناقشة إمكانات لعبة الرجبي الاحترافية في أستراليا. عُرف أول فريق نيوزيلندي يلعب لعبة الرغبي الاحترافية باسم فريق All Blacks. لتجنب الالتباس ، يتم استخدام المصطلحات Professional All Blacks أو All Golds.

### الجولة الأولى

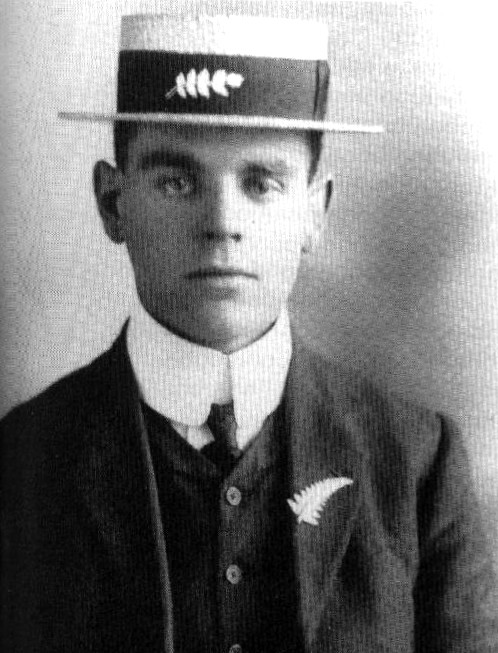
ألبرت هنري باسكرفيل، سمي درع باسكرفيل على اسمه، والذي يقدم للفائز بدوري الرغبي بين إنجلترا ونيوزيلندا

بدأت لعبة الركبي الاحترافية في النصف الجنوبي من الكرة الأرضية بلعب فريق «أول بلاكس» المحترف مع فريق متمرد محترف في نيو ساوث ويلز نظمه جيمس جيلتينان ، زميل سميث. جذبت الألعاب القليل من الاهتمام في البداية ، لكنها حققت نجاحًا كبيرًا لمتمردو الرجبي في أستراليا ، حيث حصلوا أخيرًا على المال لبدء أول دوري كرة رجبي احترافي وبالتالي تغيير وجه الرجبي في أستراليا.

## اللاعبون

### التشكيلة الحالية
تشكيلة المنتخب الوطني نيوزيلندا ل كأس أوقيانوسيا 2019 و 2019 جولة أسود بريطانيا العظمى:
| المركز      | اللاعب                  | تاريخ الميلاد (العمر) | Caps | النقاط | النادي                     |
| ----------- | ----------------------- | --------------------- | ---- | ------ | -------------------------- |
| ظهير        | Charnze Nicoll-Klokstad |                       | 0    | 0      | Canberra Raiders           |
| ظهير        | Roger Tuivasa-Sheck     |                       | 17   | 56     | New Zealand Warriors       |
| جناح        | Jamayne Isaako          |                       | 2    | 6      | Brisbane Broncos           |
| جناح        | Ken Maumalo             |                       | 6    | 16     | Wests Tigers               |
| جناح        | Jordan Rapana           |                       | 11   | 24     | Canberra Raiders           |
| وسط         | جوزيف مانو              |                       | 5    | 8      | Sydney Roosters            |
| Five-eighth | كيرن فوران              |                       | 21   | 4      | Manly Warringah Sea Eagles |
| Five-eighth | بينغي مارشال            |                       | 28   | 106    | South Sydney Rabbitohs     |
| نصف ظهير    | Jahrome Hughes          |                       | 1    | 4      | Melbourne Storm            |
| نصف ظهير    | Shaun Johnson           |                       | 30   | 219    | Cronulla-Sutherland Sharks |
| Prop        | Leeson Ah Mau           |                       | 6    | 0      | New Zealand Warriors       |
| Prop        | Nelson Asofa-Solomona   |                       | 6    | 4      | Melbourne Storm            |
| Prop        | Braden Hamlin-Uele      |                       | 0    | 0      | Cronulla-Sutherland Sharks |
| Prop        | Zane Tetevano           |                       | 0    | 0      | Leeds Rhinos               |
| Prop        | Jared Waerea-Hargreaves |                       | 29   | 8      | Sydney Roosters            |
| هوكر        | براندون سميث            |                       | 5    | 8      | Melbourne Storm            |
| صف ثان      | Kenny Bromwich          |                       | 8    | 4      | Melbourne Storm            |
| صف ثان      | Corey Harawira-Naera    |                       | 0    | 0      | Canberra Raiders           |
| صف ثان      | Briton Nikora           |                       | 1    | 0      | Cronulla-Sutherland Sharks |
| صف ثان      | Kevin Proctor           |                       | 21   | 8      | Gold Coast Titans          |
| Lock        | إسحاق ليو               |                       | 8    | 8      | Sydney Roosters            |
| Lock        | Joseph Tapine           |                       | 9    | 8      | Canberra Raiders           |

## أرقام
- أكبر فوز: 74-0 ضد منتخب تونغا لدوري الرغبي، عام 1999[10]
- أكبر عدد من الانتصارات المتتالية: 5 انتصارات متتالية (1983 و 1996 و 2000 و 2013 و 2014 - 15 )
- أكبر خسارة: 0–58 ضد منتخب أستراليا لدوري الرغبي في ويلينغتون، عام 2007[11]
- أكبر عدد من الخسارات المتتالية: 11 خسارة متتالية (15 نوفمبر 1965 – 1 يونيو 1969)
- أعلى مباراة حضورًا: 74,468 في نهائي كأس العالم لدوري الرجبي 2013، في مانشستر

## معرض صور

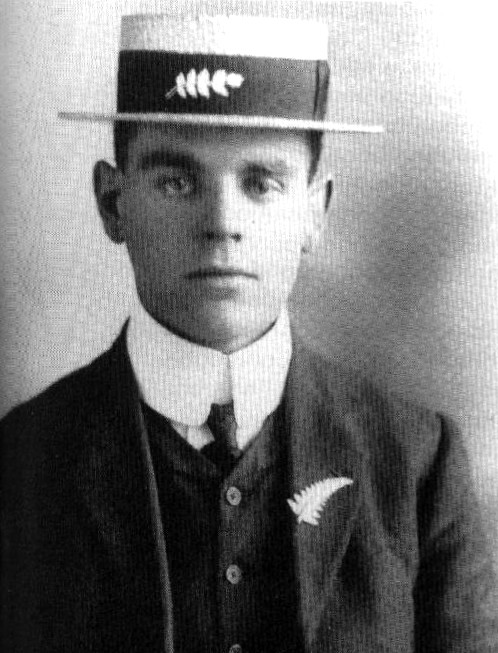
ألبرت هنري باسكرفيل، سمي درع باسكرفيل على اسمه، والذي يقدم للفائز بدوري الرغبي بين إنجلترا ونيوزيلندا
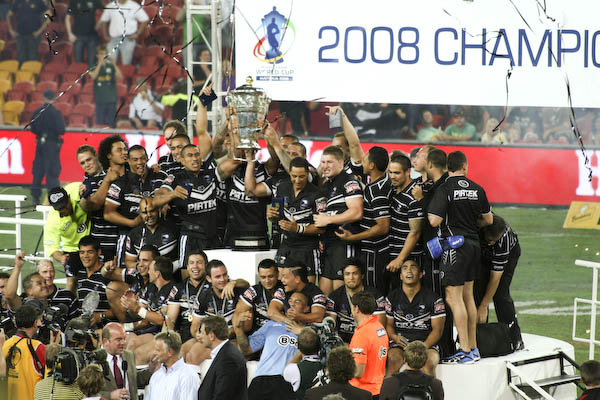
احتفال لاعب منتخب نيوزيلندا لدوري الرغبي بفوزهم بكأس العالم لدوري الرجبي 2008